# Президентський палац (Ємен)
Президентський палац, відомий також як Республіканський палац, був офіційною резиденцією президента Ємену. Він був розташований у районі Аль-Сабін на півдні Сани, Ємен, неподалік від мечеті Салеха та площі Аль-Сабін (де за часів правління Алі Абдулли Салеха проводилося багато політичних мітингів та військових парадів на його підтримку). Територія палацу була зоною посиленого режиму безпеки, яку охороняли Президентські сили оборони (колишня Республіканська гвардія) і була закрита для відвідувачів.
3 червня 2011 року, під час єменської революції 2011 року, президентський палац зазнав нападу опозиційних племен. Унаслідок нападу Салех та сім високопосадовців отримали поранення. Салех, прем'єр-міністр, віцепрем'єр-міністр, голова парламенту, губернатор Сани та помічник президента були поранені, коли вони молилися в мечеті на території палацу. Четверо охоронців президента та імам мечеті шейх Алі Мохсен аль-Матарі були вбиті.
20 січня 2015 року палац був захоплений повстанським угрупованням хуситів. Попри те, що президент Абд Раббу Мансур Хаді перебував на місці подій, він не постраждав.
7 травня 2018 року в результаті цілеспрямованих авіаударів коаліції на чолі з Саудівською Аравією палац був повністю зруйнований, а навколишні будівлі були пошкоджені. Повідомляється щонайменше про шість загиблих і тридцять поранених.